# まんとら〜マンガ虎の穴〜
『まんとら～マンガ虎の穴～』は、2005年4月4日から2008年3月28日までtvkで放送していたテレビ番組。通称「まんとら」。当初は、tvk単独放送のローカル番組だったが、2007年10月1日から2008年1月28日までテレビ大阪でも放送していた。また、視聴エリア外の地域向けに、tvkの放送終了後から2週間限定で「ミランカ」にて配信していた。

## 概要
当番組は、毎回様々なジャンルのゲストを招いてトークをしていくトーク番組としての機能をもつメインコーナー「スタジオトーク」と、アニメに関する情報番組としての機能をもつサブコーナー「まんとらNEWS」などの4つのコーナーで構成されていた。各コーナーはそれぞれ別収録で行われており、番組の流れは「スタジオトーク」で終始して、合間にその他のコーナーが入るようになっていた。
「スタジオトーク」と「有野の穴」（「まんが堂」の場合もある）は、おおむね2週に渡って（2本撮りで）放送されていた。なお、tvkの放送では途中にスポットCMは一切放送されず、次週予告については「スタジオトーク」のゲストが2週に渡って登場するときに限り、まれに放送されることもあった。テレビ大阪の放送では、「有野の穴」の終了後にCMが入っていた。
初回から2006年12月29日までの放送では、「スタジオトーク」のレギュラー3人がオープニングで4コマ漫画を1作品使って、そのアテレコを行うという内容であったが、2007年1月19日からの放送ではセットやオープニングなどで表示されるCGの全面リニューアルを行い、同コーナーのレギュラー3人が1人ずつ紹介されるムービーに変更された。2008年2月1日からの放送ではオープニングのみリニューアルした。
2007年9月28日の放送では、番組冒頭でこの回から放送開始となるテレビ大阪の視聴者に対して、改めて当番組がどのようなコンセプトなのか「スタジオトーク」のレギュラー3人で説明を行った。主な内容は、司会の有野が出演するコーナー「スタジオトーク」と「有野の穴」についてで、それぞれのコーナーが紹介される際には過去に出演した代表的なゲストのリストが画面下に映し出された。
2008年1月25日の放送で最終回の告知が発表された。その前週の放送では「次回、重大発表」の予告のみであった。しかし実際には「第一部完」という扱いの上、番組内の全コーナーを一旦終了させる事にとどまっており、番組自体はそれ以後も継続された。同年2月1日の放送からは特別編として「スタジオトーク」「有野の穴」が再放送された。なお、WEBでの作品の募集は引き続き行われていた。
2008年3月28日の放送で特別編（テレビ神奈川は「まんとら総集編」と呼称）が終了するとともに放送156回をもって番組は終了を迎えた。その前週の放送では2ヶ月前と同様に「次回、重大発表」と予告された。同日の放送最後には、緊急告知として第二部とされる「まんとら新プロジェクト」が発表され、番組サイト「mantora.com」にて近日公開される予定であったが、未だ公開されていない。
2006年と2007年の1月 第1・2週目には前年にオンエアされた「スタジオトーク」と「有野の穴」の総集編が放送された。2008年は前述のとおり、2月から番組終了までの約2ヶ月間に渡って毎週両コーナーの総集編が放送され、前者は「スタジオトーク～Turning Point～」、後者は「有野の穴～Play Back～」というタイトルで進行されていた。

## 放送及び配信の変遷

### 放送の変遷
- テレビ神奈川
  - 2005年4月4日 - 2006年3月27日（月曜 25:15～25:45）
  - 2006年4月7日 - 2007年3月30日（金曜 25:15～25:45）
  - 2007年4月6日 - 2008年3月28日（金曜 24:45～25:15）
- テレビ大阪
  - 2007年10月1日 - 2008年1月28日（月曜 25:10～25:40）

※当初から3日遅れで放送されていた。2007年12月31日放送分は「今年も生だよ芸人集合 笑いっぱなし伝説」のため休止になり10日遅れとなった。そのあとに第141回を飛ばして再び元の遅れに戻るが、まんとらの第一部が終了したためネット打ち切りとなった。

### 配信の変遷
- tvk-BB
  - 2005年4月4日 - 2006年3月27日（月曜 25:45～火曜 25:45）
  - 2006年4月7日 - 同年6月23日（金曜 25:45～土曜 25:45）
  - 2006年6月30日 - 同年9月29日（金曜 25:45～日曜 24:00）
- ミランカ
  - 2006年10月1日 - 2007年11月11日（金曜 25:15～翌々週金曜 25:15）

※当初はテレビ神奈川の動画サイト「tvk-BB」で配信されていたが、2006年10月1日から配信元を動画サイト「ミランカ」に委託して現在に至る。利用の際は簡単な手続き（無料）が必要になったものの、視聴できる期間が14日と大幅に延長した。ミランカのサイトリニューアルにより、その準備期間中であった2007年11月12日から配信が中止となっている。その原因については不明のままである。

## 出演
担当するコーナーの名称を付記し、括弧内に表記した。

### 「スタジオトーク」のレギュラー
- 有野晋哉（よゐこ）
  - 「有野の穴」、「まんが堂」も兼任。
- やまけん
  - 「まんが堂」も兼任。
- 工藤里紗
  - 「スタジオトーク」（2006年4月7日 - 2008年3月28日）の2代目アシスタント。

### 「まんとらNEWS」のレギュラー
- 荘口彰久
  - キジの声。
- 上田愛美
  - イヌの声。「スタジオトーク」（2005年4月4日 - 2006年3月27日）の初代アシスタント。
- 正岡謙一郎
  - ロボの声。

## コーナー
スタジオトーク
漫画家、映画監督など各界のクリエイターやこれら業界の作品に造詣が深い芸能人を招き、現在の仕事に携わるまでのキッカケやエピソードなどゲストの素顔に迫るコーナー。トークの合間にはゲストの仕事場やプライベートの模様をVTRで紹介したり、ゲストがクリエイターの場合にはレギュラー3人に対してあるテーマに沿った絵を描くお題を出して、完成した作品を批評することがあった。また、ゲストが芸能人の場合には好きな漫画ベスト5を下位から順番に発表し、それぞれのマンガについて語っていっていた。
コーナーの初めは有野がアニメ、漫画などに登場するキャラクターのセリフを引用した「有野冒頭語録」をコールするのがお決まりとなっていた。コーナーの終わり（エンディングに相当）でゲストが出演最終週のときは、有野がゲストにアニメ・漫画に登場するキャラクターのセリフの中で最も印象に残っているフレーズを聞き、それを同コーナーのレギュラー3人とゲストで復唱していた。
各界のクリエイターがゲストの場合は出演最終週に限り、レギュラー3人とゲストが視聴者の投稿作品について意見を交わす。2005年4月4日放送から2006年12月29日放送までは作品紹介（後述）のコーナーと交互に行われていたことがある。
有野の穴
有野が司会として登場。主に声優やアニソン歌手をゲストに招き、プライベートなことや現在の仕事に携わるまでのキッカケやエピソードなどゲストの素顔に迫る対談形式のトークコーナー。有野の容赦のないツッコミなど、他の声優インタビューのある番組とは違った切り口のトークが繰り広げられた。同コーナー終了前にはゲストがアイキャッチを使って一言言うのが慣例となっており、大抵の場合は番組名の『まんとら』か、ゲストと関係がある作品に登場するキャラクターのセリフを言うことがほとんどだった。
リニューアルの前後では司会とゲストの立ち位置が異なっており、リニューアル前は有野が画面に向かって左側、ゲストが右側で、リニューアル後はその逆だった。また、2006年9月1日・8日放送に限っては「やまけんの穴」と題して、本来は同コーナーに出演しないやまけんが司会として登場（有野はアシスタントとして登場）。やまけんの気になっているタレントをゲストに迎えた。
まんとらNEWS
アニメや漫画など各業界の最新情報をニュース形式で送るコーナー。当初は、報道番組に見立てたセットをバックに実写で行われていたが、2007年1月19日放送のリニューアルからは全面CGにされるとともに、アニメなどの新作情報が紹介される際にはそれに関わる声優やアーティストのビデオコメントが寄せられることになった。また、出演者が声のみで荘口が「キジ」、上田が「イヌ」、正岡が「ロボ（桃型）」というキャラクターを演じながら登場するようになるなど、リニューアルの前後ではコーナーの内容が大きく異なっていた。それぞれのキャラクターは、桃太郎の家来または関係のあるものに相当する。正岡について、初めの1ヶ月は「サル」というキャラクターだった。また、ある事情で出演できない場合、リニューアル前は等身大のプラを置き、リニューアル後は「ロボ」に修理中と書かれたラベルが貼ってある（「サル」のときは登場しない）。2007年10月5日から正岡は出演せず、前述のような扱いとなり、結局最終回でも復活することはなかった。
まんとらMUSIC（初期はまんとらMusic）
「まんとらNEWS」に引き続き、同じ構成（実写時は同じセット）と同じレギュラー出演者で放送された。アニメや映画の主題歌を担当するアーティストのPVを流していた。まれに、「まんとらNEWS」との間に別のコーナーを挟んだ上で進行することがあった。
作品紹介
SINJIがナレーターを担当。現在は「スタジオトーク（前述）」に内包され不定期に進行されていた。当初はクリエイター志望の視聴者が番組に投稿したCG、イラストなどを紹介し、他のクリエイターがそれについてコメントする批評コーナーだったが、2007年1月19日の放送のリニューアルをもってそのような形式は終了。代わりに、作品の投稿を受け付けている公式サイトのお知らせをするようになった。2006年12月29日の放送までは、同コーナーと交互に行われていたことがあった。
まんが堂
有野とやまけんが司会として登場。主に漫画家や小説家などをゲストに招き、プライベートなこと、近況、今後の活動などを語ってもらうトークコーナー。「有野の穴」が放送されない場合にだけ行われた。2006年6月2日放送を最後にやらなくなった。

## ゲスト
放送回の順に、「スタジオトーク」／「有野の穴」のゲストの順に表記した。
1. 田中理恵
2. 土田晃之
3. 土田晃之／川上とも子
4. 柳原哲也／清水愛
5. 柳原哲也／高橋美佳子
6. 菊地秀規／千葉紗子
7. 菊地秀規／水樹奈々
8. つぶやきシロー／水樹奈々
9. つぶやきシロー／新谷良子
10. 荘口彰久／新谷良子
11. 荘口彰久／桃井はるこ
12. 吉田尚記／飯塚雅弓
13. 吉田尚記／福井裕佳梨
14. 荘口彰久／福井裕佳梨
15. 荘口彰久／豊嶋真千子
16. コージィ城倉／榎本温子
17. 森高夕次／三重野瞳
18. 荘口彰久／三重野瞳
19. 荘口彰久／たくま朋正
20. 楳図かずお／門脇舞
21. 楳図かずお
22. 田中理恵／鳥海浩輔
23. 田中理恵／鳥海浩輔
24. かねさだ雪緒／河原木志穂、遠藤綾
25. かねさだ雪緒／河原木志穂、遠藤綾
26. 福井裕佳梨／小清水亜美
27. 福井裕佳梨／小清水亜美
28. ROLLY／後藤沙緒里
29. ROLLY／後藤沙緒里
30. 中川翔子／真殿光昭
31. 中川翔子／真殿光昭
32. 榎本温子／森恒二
33. 榎本温子／森恒二
34. 名越康文／森恒二
35. 名越康文／森恒二
36. 広井王子／名塚佳織
37. 広井王子／名塚佳織
38. 中川翔子／影山ヒロノブ
39. 中川翔子／影山ヒロノブ
40. なし
41. なし
42. かねさだ雪緒／野中藍
43. かねさだ雪緒／野中藍
44. 金井アヤ、藤原孝史／楠田敏之
45. 茶畑るり／楠田敏之
46. 茶畑るり／小野大輔
47. hitomi、りんご、のん、さら、ユーリ（完全メイド宣言）／小野大輔
48. hitomi、りんご、のん、さら、ユーリ（完全メイド宣言）／山口勝平
49. 新條まゆ／山口勝平
50. 新條まゆ／三瓶由布子
51. 花井美里／三瓶由布子
52. 土田晃之／清水香里
53. 渡辺浩弐／清水香里
54. 渡辺浩弐／茅原実里
55. 天野ひろゆき／茅原実里
56. 天野ひろゆき／石田燿子
57. 天野ひろゆき／石田燿子
58. 松田咲實、山本麻里安／野川さくら
59. 有馬啓太郎／野川さくら
60. 有馬啓太郎／田口仙年堂
61. あかほりさとる、菊タロー／田口仙年堂
62. あかほりさとる／後藤邑子
63. アンガールズ／後藤邑子
64. アンガールズ／こやまきみこ
65. 濱口優／こやまきみこ
66. 濱口優／きただにひろし、遠藤正明
67. 山咲トオル／きただにひろし、遠藤正明
68. 山咲トオル／小山茉美
69. 田中真弓／小山茉美
70. 田中真弓／菊地美香
71. みずしな孝之／菊地美香
72. みずしな孝之／金田朋子
73. 宮田人司（株式会社XeNN社長）／金田朋子
74. 平野綾／富田麻帆
75. 平野綾／富田麻帆
76. 大槻ケンヂ／木村まどか
77. 大槻ケンヂ／木村まどか
78. 村濱章司／中原麻衣
79. 村濱章司／中原麻衣
80. 飯田譲治／牧野由依
81. 飯田譲治／牧野由依
82. 川原陽子（GONZOプロデューサー）／喜多村英梨
83. 鈴木浩介／喜多村英梨
84. 荻原秀樹、桃井はるこ／松本梨香
85. 荻原秀樹、桃井はるこ／松本梨香、遠藤正明
86. 神山健治／辻あゆみ
87. 神山健治／辻あゆみ
88. 今敏／森田成一
89. 今敏／森田成一
90. マイケル・アリアス／山本麻里安
91. マイケル・アリアス／山本麻里安
92. なし
93. なし
94. みずしな孝之／宍戸留美
95. みずしな孝之／宍戸留美
96. 大地丙太郎／R*L（豊口めぐみ、かかずゆみ）
97. 大地丙太郎／R*L（豊口めぐみ、かかずゆみ）
98. 増田龍治／松岡由貴
99. 増田龍治／松岡由貴
100. 長濱博史／椎名へきる
101. 古賀信明(VFXスーパーバイザー)／椎名へきる
102. 宗我部としのり／朴璐美
103. 宗我部としのり／朴璐美
104. 大月俊倫／福圓美里
105. FROGMAN／福圓美里
106. 池田東陽／水沢史絵
107. みずしな孝之／水沢史絵
108. 中川翔子／きただにひろし
109. 中川翔子／米倉千尋
110. 髙橋ツトム、武田真治／angela
111. 髙橋ツトム、武田真治／angela
112. 時東ぁみ／水樹奈々
113. 時東ぁみ／水樹奈々
114. 森田修平／白石涼子
115. 森田修平／白石涼子
116. 湯浅政明／新谷良子
117. 湯浅政明／新谷良子
118. いとうせいこう／花澤香菜、辻あゆみ
119. いとうせいこう、みうらじゅん／花澤香菜、辻あゆみ
120. いとうせいこう、みうらじゅん／冬馬由美
121. 新條まゆ／冬馬由美
122. 曽利文彦／森久保祥太郎
123. 曽利文彦／森久保祥太郎
124. 北出菜奈／黒薔薇保存会
125. 北出菜奈／黒薔薇保存会
126. 大月俊倫、緒方恵美／後藤沙緒里
127. 大月俊倫、緒方恵美／後藤沙緒里
128. 影山ヒロノブ／水島大宙
129. おかゆまさき、千葉紗子／水島大宙
130. 東方神起／真堂圭
131. 東方神起／真堂圭
132. 木﨑文智／岩田光央
133. 木崎文智／岩田光央
134. 高橋良輔／檜山修之

## スタッフ
- 構成 - 正岡謙一郎、松田幸三、渡邊純也
- カメラ - 蜜谷司
- 音声 - 松橋利行
- 編集 - 伊藤芳行
- MA - 佐々木美郷
- 音効 - ZACK
- スタイリスト - 山崎康洋
- HP運営 - 柳沼吉永
- HP製作 - 神保宏房
- 衣裳協力 - vital
- 技術協力 - ウィウィスタヂオ、The TUBE
- ナレーター - SINJI
- 制作進行 - 小野雄介
- ディレクター - 鷹中亮介（K-max）、常盤俊郎、久野和洋
- 演出 - 長尾真（K-max）
- プロデューサー - 工藤浩之（K-max）、平出聡
- 製作著作 - まんとら製作委員会

### 過去のスタッフ
- 編集 - 高木操
- MA - 谷澤宗明
- AP - 高瀬淳子
- ディレクター - 中川学
- プロデューサー - 平出聡
- 製作著作 - K-max、tvk